# Bösebo

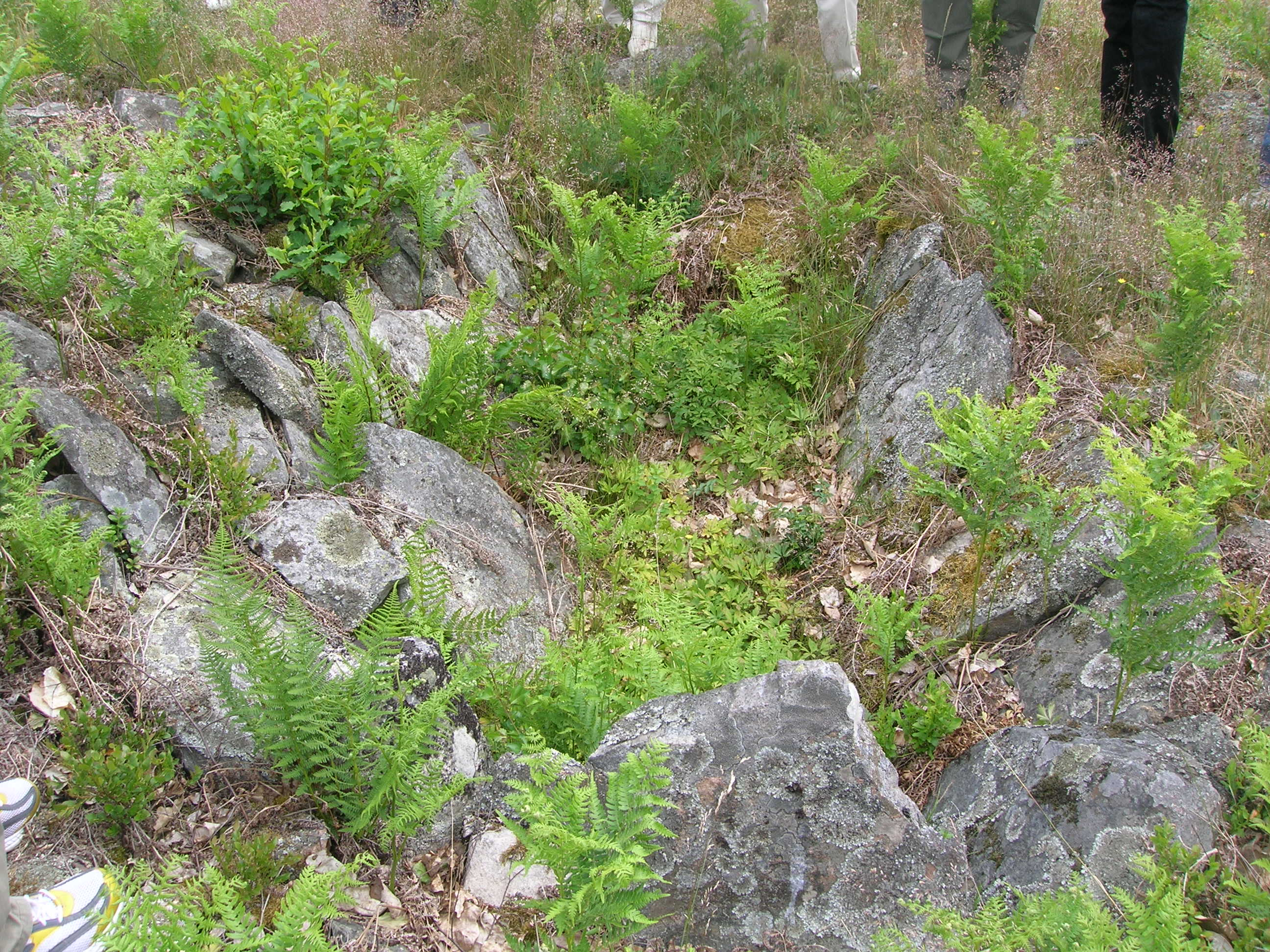
Hällkista i Bösebo

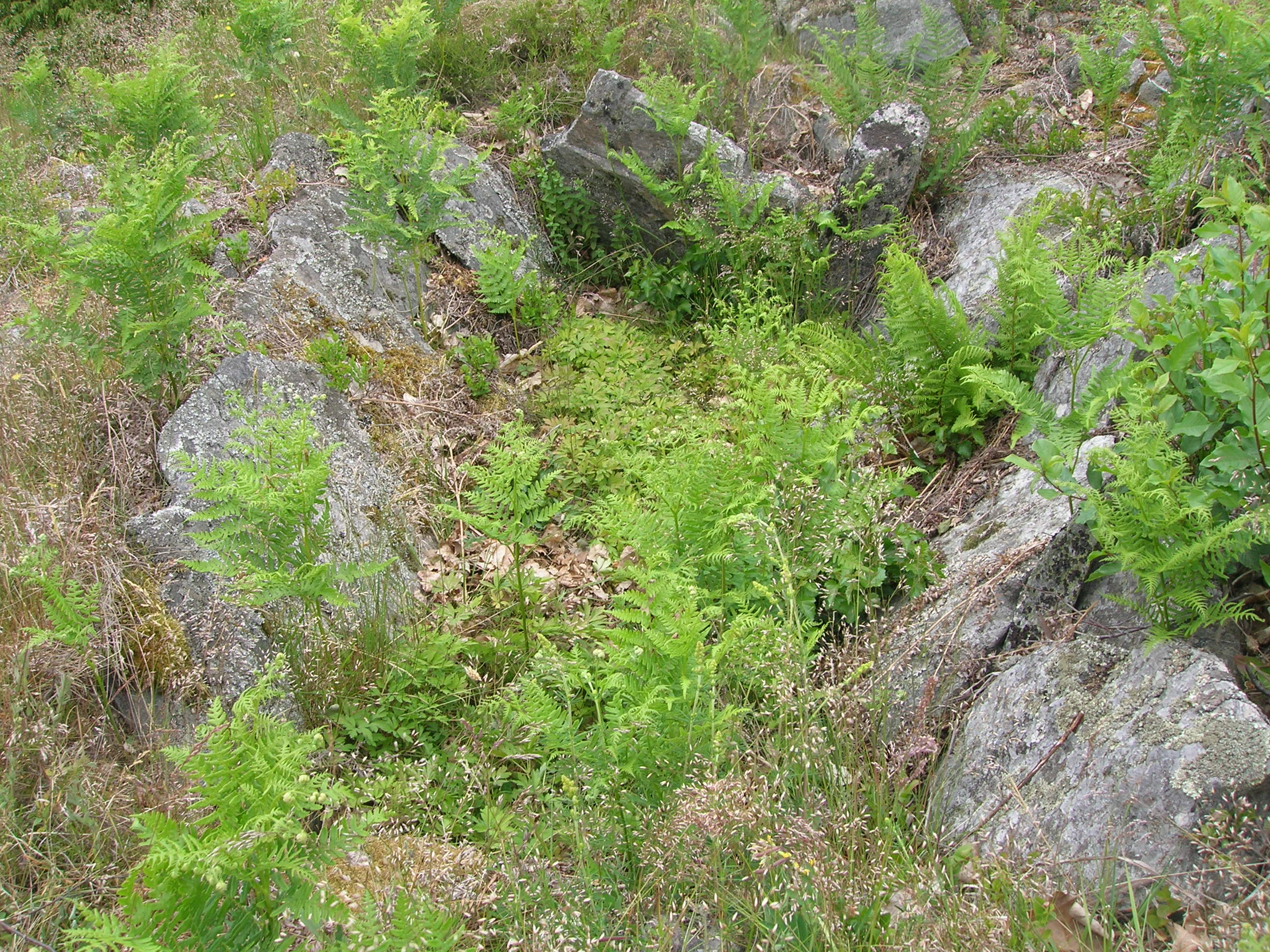
Samma Hällkista, ur annan vinkel

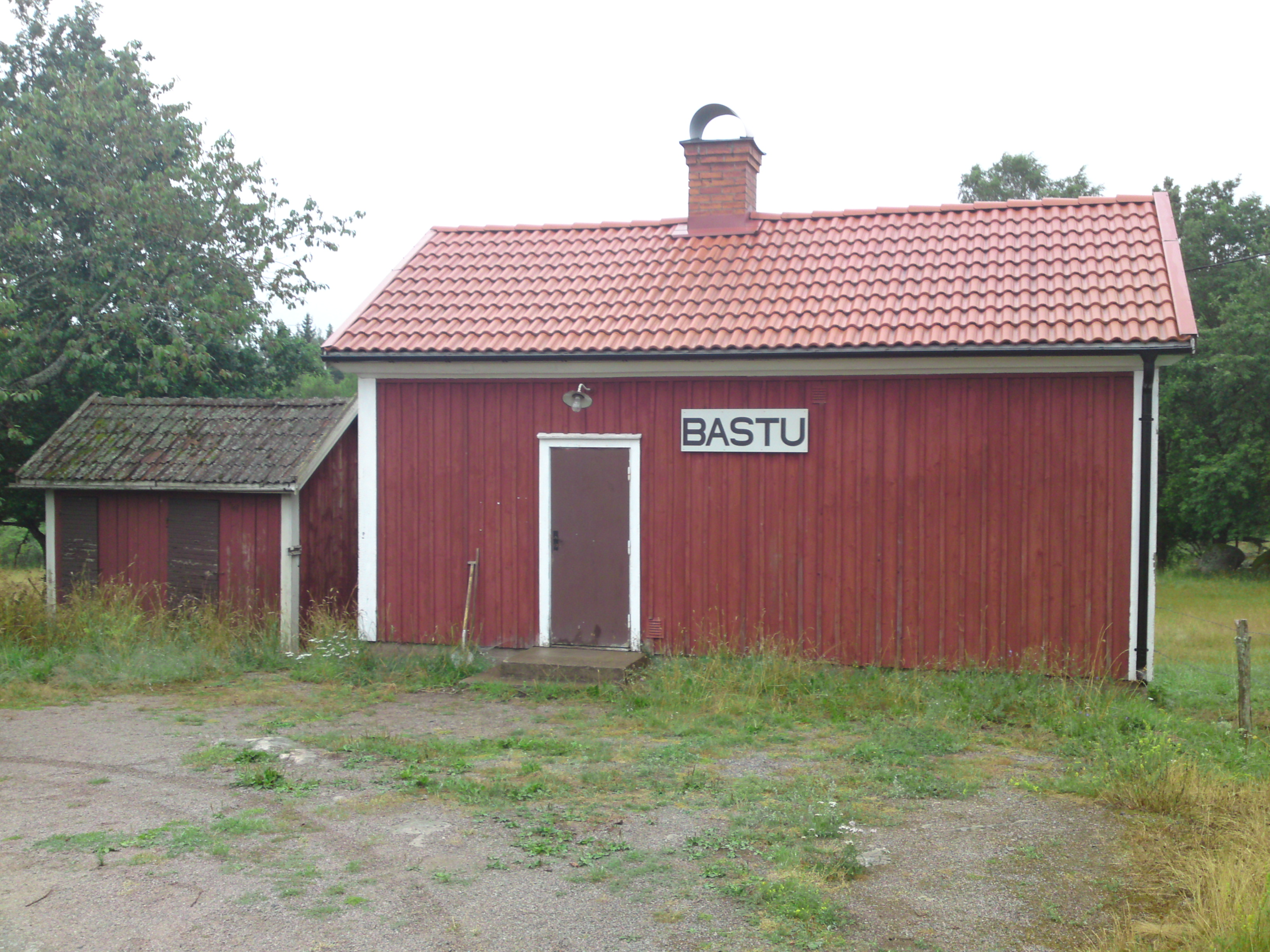
Bösebo bastu

Bösebo är den näst största byn i Tveta socken, Hultsfreds kommun i norra Kalmar län. Byn har cirka 15 invånare och var historiskt sett huvudort i Tveta socken. Grannbyn Odensås var under nästan hela 1900-talet den mindre orterna av de två. I början av 1980-talet passerade dock Odensås Bösebo befolkningsmässigt i samband med en kraftig befolkningsminskning i Bösebo.
I Bösebo fanns lanthandel, skola, missionsförening, fotbollsförening samt Filadelfiaförening alla med egna lokaler och vilka försvann allt eftersom befolkningsunderlaget vek. Bösebo missionsförening var den sista av dessa som lades ned, på 1990-talet, och då skänktes lokalen till den nystartade bygdeföreningen, Bösebo Bygdeförening. Bygdeföreningen samlar invånare i grannorterna Odensås, Gräntö, Ävlingebo, Rydet, Tinsebo, Götruda, Torsebo, Duvekulla, Kraskögle, Marhult, Byrum, Torp, Örsaskögle och Tveta. 

## Sevärdheter
- Hällkista - Hällkistan är belägen i en hage cirka 250 m efter vägskälet mot Fågelfors.

## Föreningar
- Bösebo bygdeförening
- Bösebo badhusförening